# Аеродром Кос
Међународни аеродром „Хипократ” Кос (грч. Διεθνής Αερολιμένας Κω „Ιπποκρατης”) је аеродром грчког острва и важног туристичког одредишта Коса. Аеродром се налази у средишњем делу острва, а од града Коса је удаљен 23 km западно.
Аеродром Кос махом опслужује туристе, па преовлађују сезонске линије и чартери. Последњих година он је по броју путника међу десет грчких аеродрома. По последњим подацима из 2024. године кроз аеродром Кос је прошло преко 3 милиона путника.

## Авио-компаније и дестинације
Следеће авио-компаније обављају редовне и чартер летове на аеродрому Кос:
| Airlines                        | Destinations |
| ------------------------------- | --- |
| Aegean Airlines                 | Athens, Thessaloniki Seasonal: Heraklion (begins 2 June 2025) |
| Aer Lingus                      | Seasonal: Dublin |
| airBaltic                       | Seasonal: Riga |
| arkia                           | Seasonal: Tel Aviv (resumes 30. мај 2025.) |
| Austrian Airlines               | Seasonal: Vienna |
| Bluebird Airways                | Seasonal: Tel Aviv |
| Braathens International Airways | Seasonal charter: Gothenburg, Stockholm-Arlanda |
| British Airways                 | Seasonal: London–Gatwick |
| Brussels Airlines               | Seasonal: Brussels |
| Buzz                            | Seasonal charter: Katowice |
| Chair Airlines                  | Seasonal: Zürich |
| Condor                          | Seasonal: Düsseldorf, Frankfurt, Hamburg, Leipzig/Halle, Munich, Stuttgart, Vienna, Zürich |
| Corendon Airlines               | Seasonal: Cologne/Bonn, Düsseldorf, Hannover, Nuremberg |
| Corendon Dutch Airlines         | Seasonal: Amsterdam, Brussels, Maastricht/Aachen |
| Discover Airlines               | Seasonal: Frankfurt, Munich |
| easyJet                         | Seasonal: Berlin, Birmingham, Bristol, Glasgow, Liverpool, London–Gatwick, Lyon, Manchester, Milan–Malpensa, Naples, Venice                                                                                |
| Edelweiss Air                   | Seasonal: Zürich |
| Enter Air                       | Seasonal charter: Gdańsk, Katowice, Warsaw–Chopin |
| European Air Charter            | Seasonal charter: Linz |
| Eurowings                       | Seasonal: Berlin, Cologne/Bonn, Dusseldorf, Graz, Hamburg, Innsbruck, Linz (begins 11 May 2025), Nuremberg Salzburg, Stuttgart                                                                             |
| Helvetic Airways                | Seasonal: Bern, Zürich |
| Jet2.com                        | Seasonal: Birmingham, Bournemouth (begins 29 July 2026), Bristol, East Midlands, Edinburgh, Leeds/Bradford, Liverpool, London–Luton (begins 21 May 2026), London–Stansted, Manchester, Newcastle upon Tyne |
| Leav Aviation                   | Seasonal: Cologne/Bonn |
| Lufthansa                       | Seasonal: Frankfurt |
| Luxair                          | Seasonal: Luxembourg |
| Marabu                          | Seasonal: Hamburg, Munich |
| Neos                            | Seasonal: Bergamo, Bologna, Milan–Malpensa, Verona |
| Ryanair                         | Seasonal: Bari, Bergamo, Berlin, Bologna, Dublin, London–Stansted, Milan–Malpensa, Pisa, Rome–Fiumicino, Treviso, Vienna, Weeze, Zagreb                                                                    |
| Scandinavian Airlines           | Seasonal charter: Copenhagen, Oslo, Stavanger, Stockholm–Arlanda |
| Sky Express                     | Astypalaia, Athens, Heraklion, Kalymnos, Leros, Rhodes Seasonal: Amsterdam Seasonal charter: Bratislava, Weeze                                                                                             |
| SmartLynx Airlines              | Seasonal charter: Münster/Osnabrück |
| Smartwings                      | Seasonal: Bratislava, Brno, Ostrava, Prague, Warsaw–Chopin |
| Sunclass Airlines               | Seasonal charter: Oslo |
| Sundair                         | Seasonal: Berlin, Bremen, Dresden |
| Swiss International Air Lines   | Seasonal: Geneva |
| Trade Air                       | Seasonal charter: Ljubljana |
| Transavia                       | Seasonal: Amsterdam, Eindhoven, Paris–Orly, Rotterdam/The Hague |
| TUI Airways                     | Seasonal: Belfast–International, Birmingham, Bristol, Cardiff, East Midlands, London–Gatwick, London–Luton, Manchester, Newcastle upon Tyne                                                                |
| TUI fly Belgium                 | Seasonal: Brussels |
| TUI fly Deutschland             | Seasonal: Düsseldorf, Frankfurt, Hannover, Munich, Stuttgart |
| TUI fly Netherlands             | Seasonal: Amsterdam, Eindhoven, Groningen, Rotterdam |
| Wizz Air                        | Seasonal: Rome–Fiumicino |